# Robert Proust
Robert Émile Sigismond Léon Proust (24. května 1873 v Paříži – 29. května 1935 tamtéž) byl francouzský chirurg a mladší bratr spisovatele Marcela Prousta.

## Životopis
Robert Proust se narodil 24. května 1873 v 16. pařížském obvodu. Byl synem Jeanne Clémence Weilové (1849–1905) a Adriena Prousta (1834–1903), profesora na lékařské fakultě v Paříži a hygienika, poradce vlády pro boj proti epidemiím. Jeho starší bratr byl Marcel Proust (1871–1922), který dosáhl mezinárodního uznání jako spisovatel.
Robert Proust vystudoval Lycée Condorcet a poté se zapsal na lékařskou fakultu v Paříži. V roce 1893 se ve dvaceti letech stal nemocničním stážistou.
Chirurgii studoval pod vedením profesora Félixe Guyona. V roce 1901 přistoupil s Joaquínem Albarránem k první ablaci prostaty perineální cestou ve Francii. O tři roky později získal atestaci a dalších deset let byl asistentem profesora Samuela Pozziho v nemocnici Broca.
Během první světové války byl pověřen vyšetřováním tzv. aféry 15. sboru, kdy bylo několik vojáků obviněno ze sebepoškozování. Zatímco dva vojáci Auguste Odde a Josephe Tomasini byli popraveni, Proust ošetřil další odsouzené a v jejich ranách objevil stopy německé výzbroje, čímž přispěl ke zpochybnění nestrannosti vojenského soudu a k rehabilitaci všech odsouzených.
V roce 1919 řídil chirurgické oddělení v nemocnici Tenon a využíval radiochirurgii s Lucienem Malletem pro léčbu některých rakovinných nádorů.
Po smrti bratra Marcela v roce 1922 převzal Robert Proust vydávání svazků Hledání ztraceného času, které ještě nevyšly, a jejichž text sestavil ze strojopisů a sešitů, které zanechal jeho bratr (s pomocí Jacquese Rivièra a Jeana Paulhana). V roce 1923 vydal díl Uvězněná, v roce 1925 Zmizelá Albertina a v roce 1927 Čas znovu nalezený. V letech 1930-1935 vydal prvních pět svazků Obecné korespondence Marcela Prousta.
Robert Proust zemřel 29. května 1935 ve svém domě v 8. pařížském obvodu. Jeho pohřeb se konal v kostele Saint-Philippe-du-Roule. Byl pohřben na hřbitově Père-Lachaise, ve stejném rodinném hrobě jako jeho bratr Marcel.

## Rodina
Robert Proust se oženil s Marthou Dubois-Amiot (1878-1953). Měli dceru Adrienne (1903-1986), která se provdala za Gérarda Manteho (1891-1947), syna Louise Manteho a Juliette Rostand (sestry Edmonda Rostanda). Pár měl tři děti: Patrice (otec Patricie Mante-Proust, narozené v roce 1975, spoluautorky s Mireille Naturel o Marcelu Proustovi, L'Arche et la Colombe, Michel Lafon, 2012), Dominique, provdaná za Françoise de Puységur, a Marie-Claude, která se provdala za Clauda Mauriaca.

## Ocenění
- Důstojník Řádu čestné legie